# DOV-102,677
DOV-102,677 je psihoaktivni lek koji razvija Merk i trenutno je u kliničkim ispitivanjima. To je trostruki inhibitor ponovnog uzimanja (TRI) ili inhibitor ponovnog uzimanja serotonin-noradrenalina-dopamina (SNDRI). To je (-)-enantiomer DOV-216,303, a njegov (+)-enantiomer je DOV-21,947 (amitifadin).
Umesto da se razvija za depresiju, DOV-102,677 se razvija za lečenje alkoholizma.
IC50 vrednosti za SERT, NET i DAT su 129 nM, 103 nM, i 133 nM.
| Jedinjenje  | Prihvatanje | Prihvatanje | Prihvatanje | Vezivanje | Vezivanje | Vezivanje |
| Jedinjenje  | 5-HT        | NE          | DA          | SERT      | NET       | DAT       |
| ----------- | ----------- | ----------- | ----------- | --------- | --------- | --------- |
| DOV-216,303 | 14          | 20          | 78          | 190       | 380       | 190       |
| Amitifadine | 12          | 23          | 96          | 100       | 260       | 210       |
| DOV-102,677 | 130         | 100         | 130         | 740       | 1000      | 220       |